# Týden nepřizpůsobivosti
Týden nepřizpůsobivosti byl sled akcí, probíhající v Praze v týdnu od 12. do 19. září 2009. Sestával z různých protestních akcí, přednášek, koncertů, performancí apod., pořádaných iniciativou Freedom Not Fear (Svoboda místo strachu); jejíchž cílem mělo být upozornění na společenské problémy, zejména v oblasti bydlení: zatímco nájemné se zvyšuje, v Praze chátrají desítky opuštěných budov, o něž majitelé nejeví zájem, a proto se o ně zajímají squatteři. Policie, resp. stát proti nim zasahuje v ochraně soukromého vlastnictví, nicméně squatteři a anarchisté považují obsazování opuštěných budov za legitimní a poukazují na to, že „vlastnictví zavazuje“.
Zahájením (a jednou z hlavních akcí) Týdne nepřizpůsobivosti bylo proto obsazení nového squatu, neboť po zásahu najaté bezpečnostní agentury proti squatu Milada v Praze žádný squat nefungoval. V sobotu 12. září odpoledne byl obsazen rozsáhlý opuštěný dům na Albertově. Akci podporovalo několik desítek sympatizantů; demonstraci, jež byla pojata jako nenásilná, rozehnali večer policejní těžkooděnci. Ráno potom vnikli do obsazeného domu a zatkli 24 squatterů. Většině z nich byly uloženy podmíněné tresty a obecně prospěšné práce. Policejní zásah byl mnoha subjekty označen jako nepřiměřený (anarchistické časopisy a weby, Britské listy, Strana zelených).
Mezi další součásti programu patřila například dramatizace básně Pustina od T. S. Eliota, demonstrace proti změně shromažďovacího zákona či Do it yourself karneval. Organizátoři zhodnotili týden jako úspěšný a ohlásili přípravu dalších akcí.